# Avellino (stad)
Avellino is een stad in de Zuid-Italiaanse regio Campanië, ongeveer 60 kilometer ten oosten van Napels. Het is de hoofdstad van de gelijknamige  provincie. De streek waarin Avellino ligt draagt de naam Irpinia. Gedurende de Romeinse tijd heette de stad Abellinum. In 1980 raakt de stad zwaar beschadigd door een zware aardbeving.

## Demografie
Avellino telt ongeveer 20.445 huishoudens. Het aantal inwoners daalde in de periode 1991-2001 met 5,3% volgens cijfers uit de tienjaarlijkse volkstellingen van ISTAT.
| Jaar | Inwoneraantal |
| ---- | ------------- |
| 1991 | 55.662        |
| 2001 | 52.703        |

## Sport
Voetbalclub US Avellino is de lokale trots. Het speelt haar thuiswedstrijden in het Stadio Partenio-Adriano Lombardi.

## Geboren in Avellino
- Antonio Salomone (1803-1872), aartsbisschop van Salerno
- Cesare Uva (1824-1886), kunstschilder
- Gianfranco Rotondi (1960), journalist en politicus

## Externe links

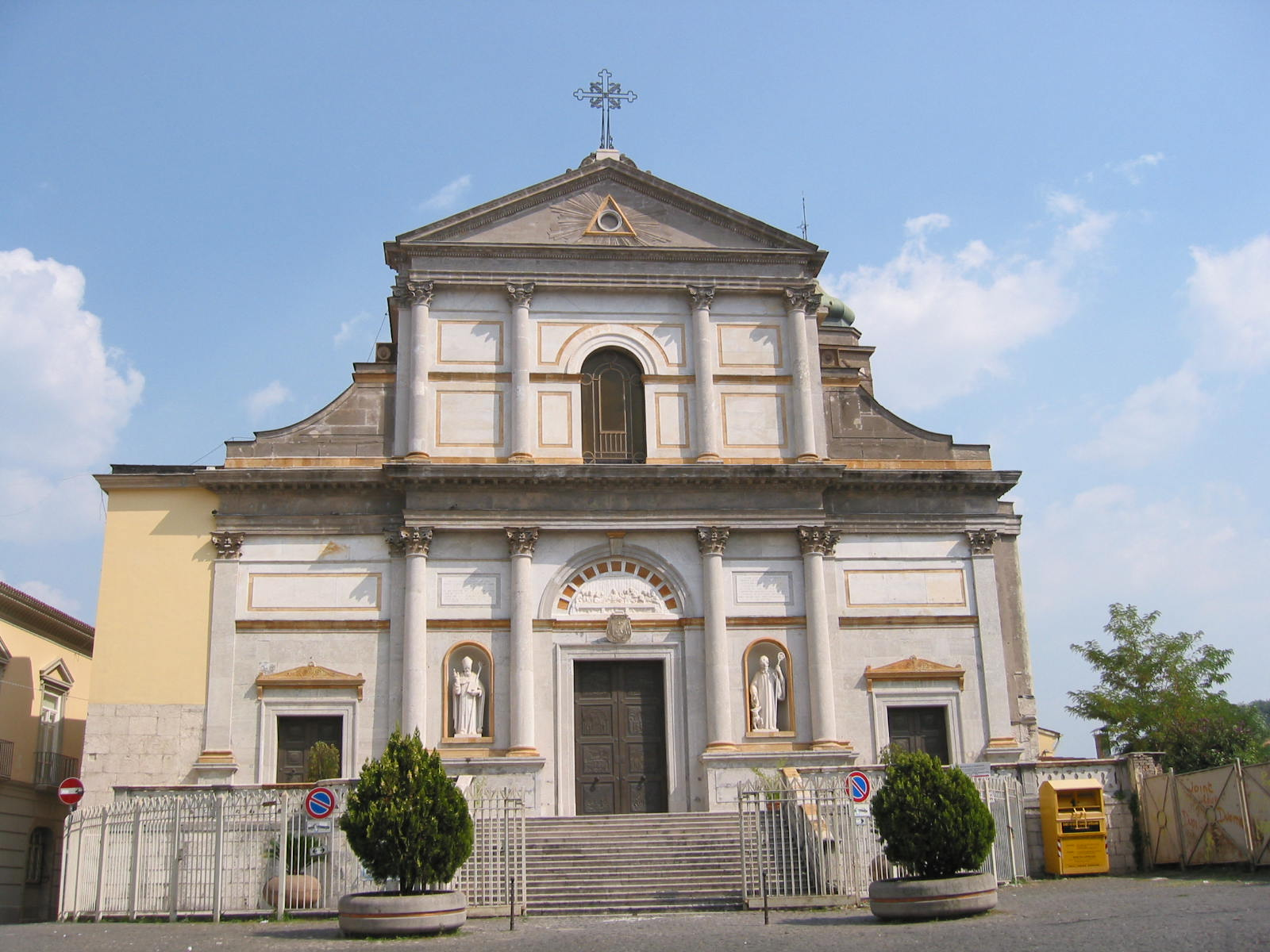
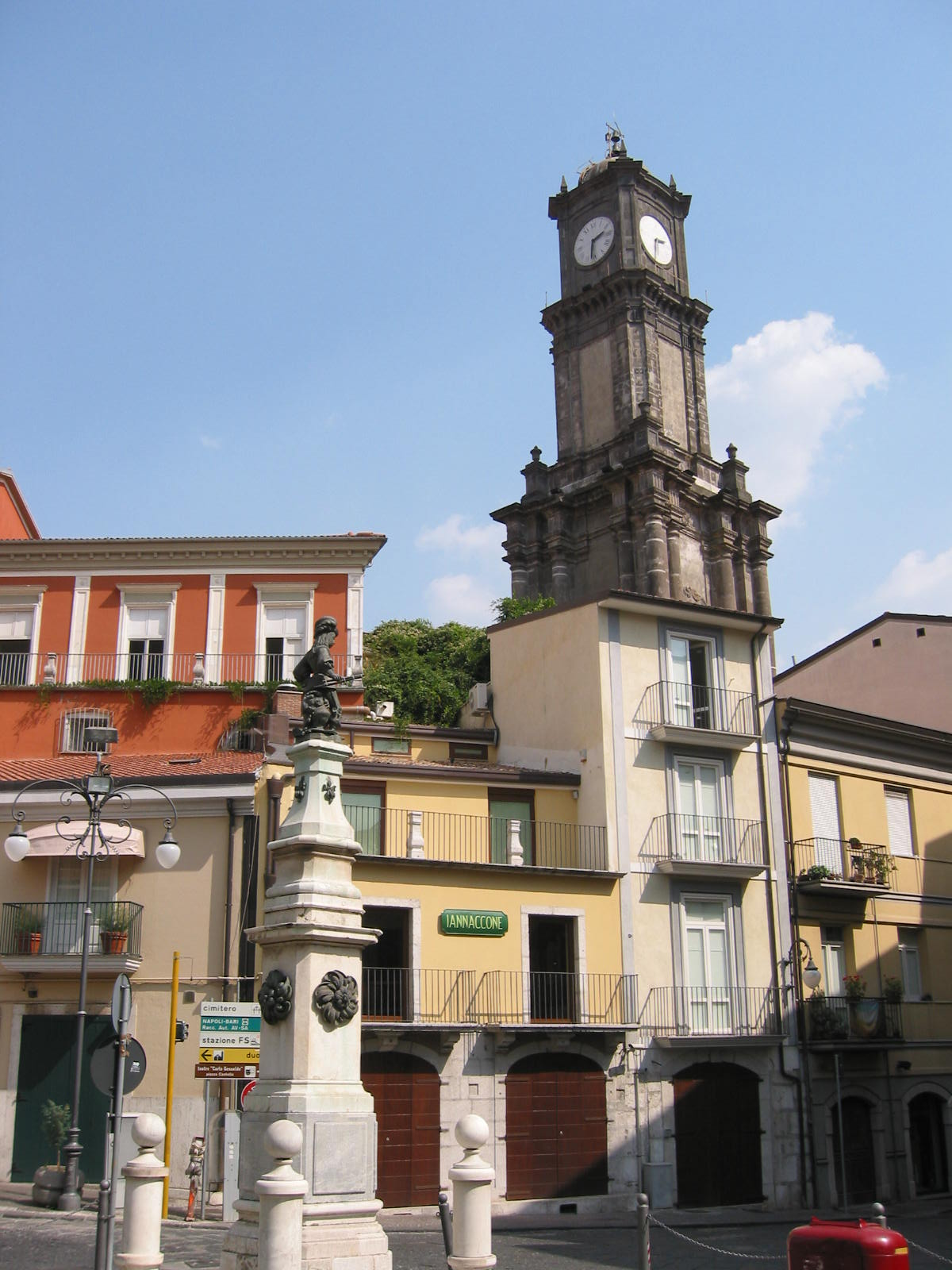
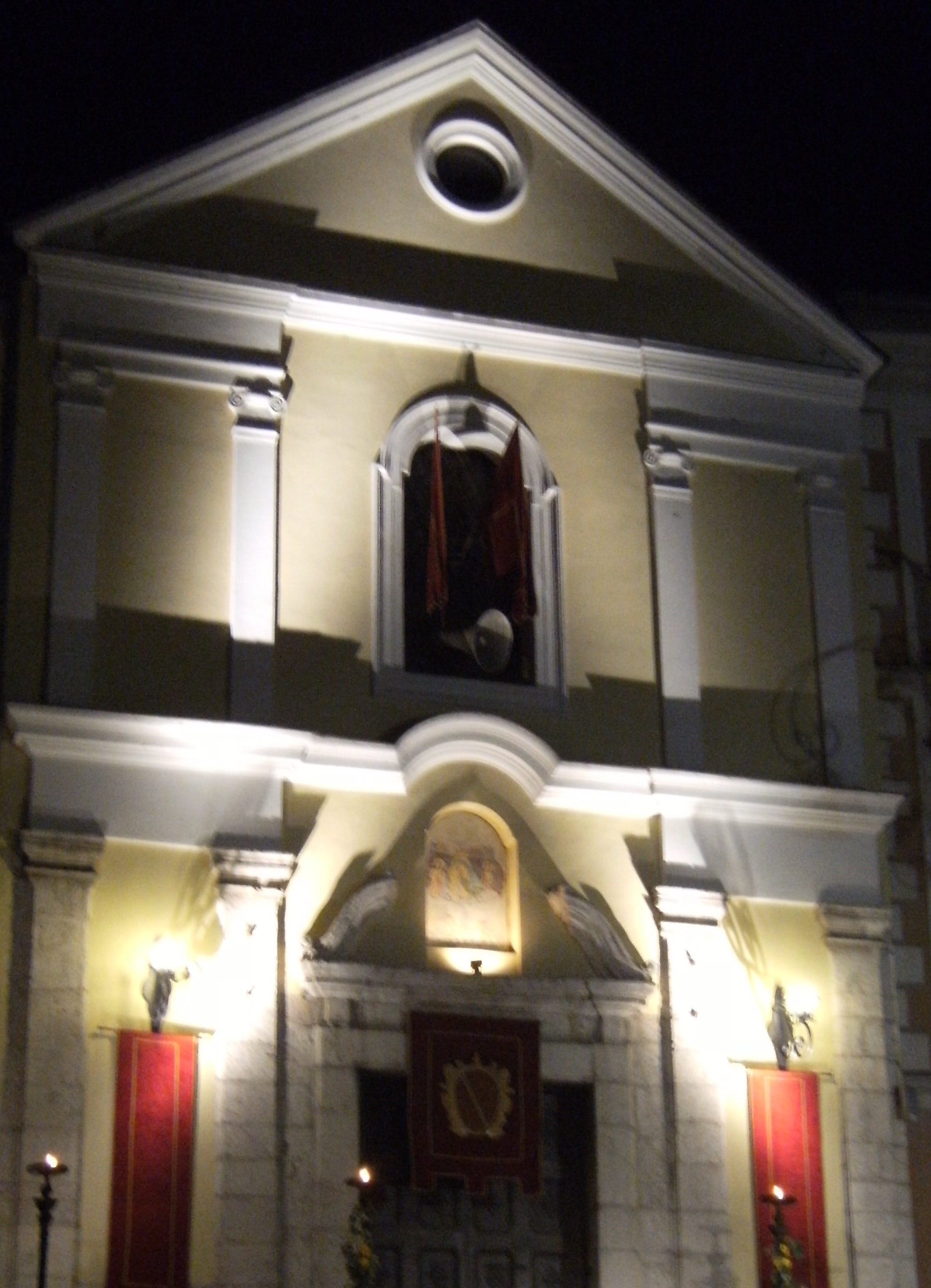
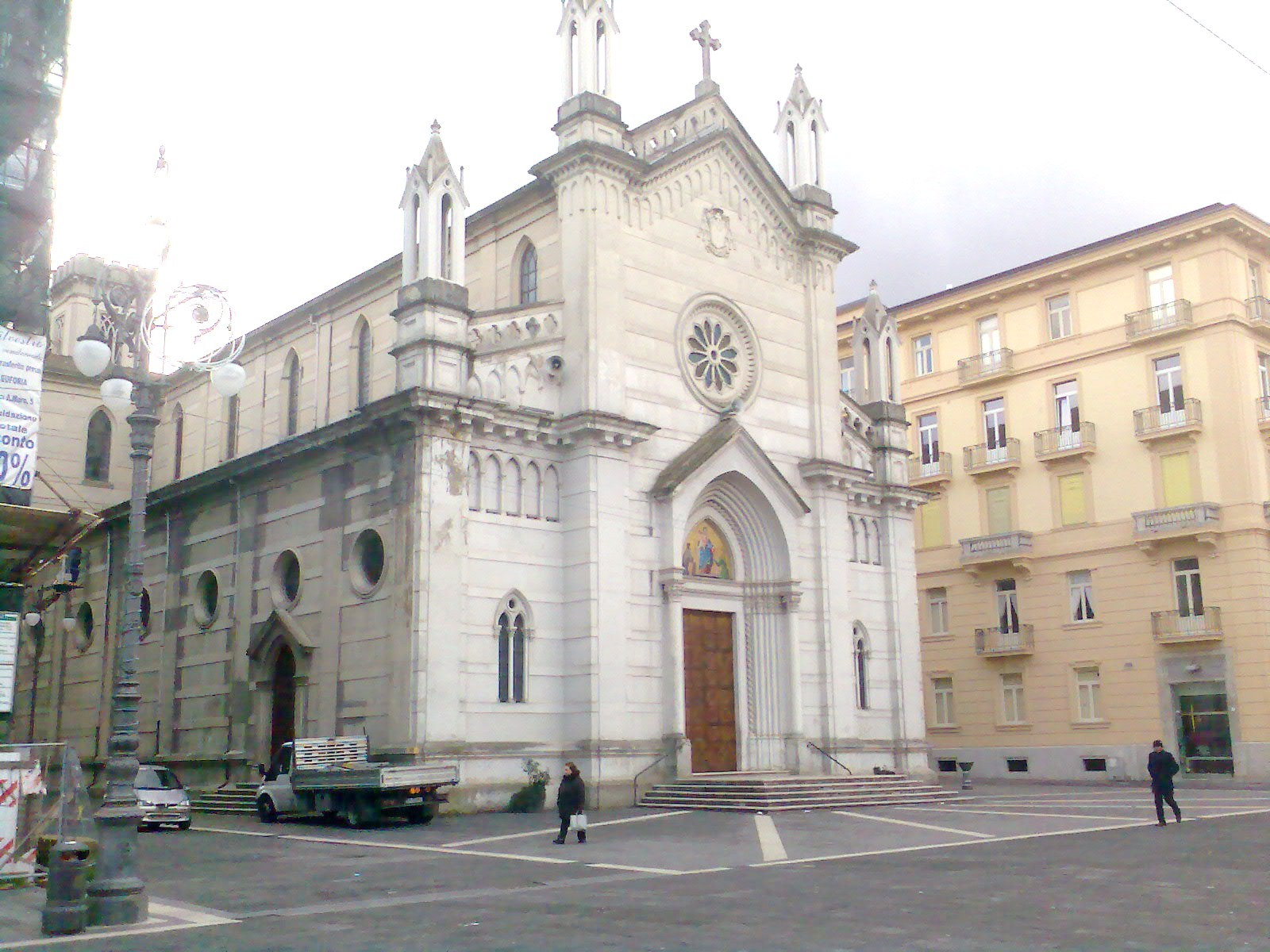